# Vườn quốc gia Spingbrook
Vườn quốc gia Springbrook là một vườn quốc gia tại Springbrook trên dãy núi McPherson thuộc nội địa Gold Coast của bang Queensland, Úc. Vườn quốc gia này cách Brisbane 96 km về phía nam.
Nơi đây là một phần của hệ thống núi lửa thuộc Các rừng mưa Gondwana của Úc được UNESCO công nhận là di sản thế giới vào năm 1986. Nó bảo vệ vùng rừng quan trọng Scenic Rim và là vùng chim quan trọng, là nhà của một số các loài chim cực kỳ nguy cấp.

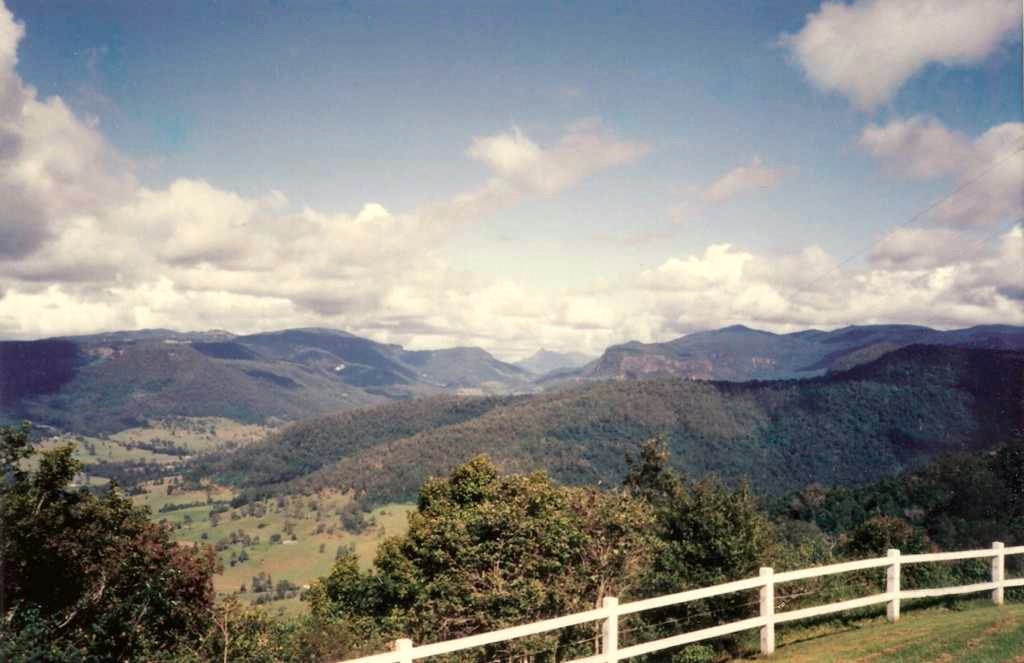
Cao nguyên Springbrook bên trái của thung lũng Numinbah và Vườn quốc gia Lamington.